# 戀愛寫真 (單曲)
《戀愛寫真》是大塚愛的第13張單曲。2006年10月25日由艾迴發行。無發行初回版，DVD版同時發售。

## 關於
該曲獲得2006年的日本唱片大賞金獎以及在2006年12月31日播放的「紅白歌唱大賽」上演唱該曲。

## 收錄歌曲

### CD
1. 戀愛寫真 (04:59)
電影「現在只想愛你」主題曲。
第四張專輯《LOVE PiECE》收錄曲。
第十五張單曲《PEACH｜HEART》收錄重新編曲的「戀愛寫真 -春-」
2. 害羞的珍 (04:22)
3. 有翅膀的蛋（現場版） (05:27)
4. 戀愛寫真（演奏版） (04:58)
5. 害羞的珍（演奏版） (04:20)

### DVD
1. 戀愛寫真 Music Clip

## 外部連結
- YouTube上的大塚 愛 / 恋愛写真